# Alexandra Lydon
Alexandra Lydon (Boston, Massachusetts; 5 de abril de 1979) es una actriz estadounidense-irlandesa. 
Su trabajo más conocido fue en la tercera temporada de la serie 24, como Jane Saunders, la hija del villano Stephen Saunders.

## Biografía
Alexandra se graduó en la Escuela Regional Minnechaug, en Wilbraham, Massachusetts, en 1997.
Estudió en la Universidad de Nueva York (NYU), también en New York University's Tisch School of the Arts (más concretamente en Stella Adler Conservatory), graduándose en Drama y Psicología. 
Después de graduarse en la NYU, Lydon continuó estudiando, esta vez con Patsy Rondenburg del Teatro Nacional de Londres.

## Filmografía
- Hack ... Julie Reed
- Ed ... Riley
- 24 ... Jane Saunders
- Bodies ... Michele
- Star Trek: Enterprise ... Jhamel
- Ten Souls Rising ... Sarah
- Without a Trace ... Agnes Deschamps
- CSI: Crime Scene Investigation ... Susan Hemmington
- Desperate Housewives ... Rita Rivara
- CSI: Miami... Jennifer Wilson
- Nail Polish ... Allison Silverman
- Prison Break ... Ann Owens